# Опера (Милано)
Опера (итал. Opera) је насеље у Италији у округу Милано, региону Ломбардија.
Према процени из 2011. у насељу је живело 11481 становника. Насеље се налази на надморској висини од 106 м.

## Становништво
Према резултатима пописа становништва 2011. у општини је живело 13.226 становника.
| 1931. | 1936. | 1951. | 1961. | 1971. | 1981.  | 1991.  | 2001.  | 2011.  |
| ----- | ----- | ----- | ----- | ----- | ------ | ------ | ------ | ------ |
| 1.950 | 2.342 | 2.529 | 3.249 | 5.457 | 11.485 | 13.245 | 13.373 | 13.226 |